# Ali Chulqi asch-Scharayiri

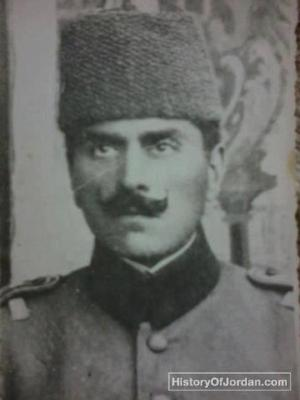
Ali Chulqi asch-Scharayiri

Ali Chulqi asch-Scharayiri (arabisch علي خلقي الشرايري, DMG ʿAlī Ḫulqī aš-Šarāyirī, auch Ali Khulqi Alsharairi transkribiert; * 1878 in Irbid, Jordanien; † 25. Juni 1960) war ein jordanischer Politiker der ersten Stunde.

## Jugend und Ausbildung
In seinen jungen Jahren unterstützte Ali seinen Vater bei der Landwirtschaft und half diesem beim Ackerbau. Bald erkannte Ali Chulqi, dass er sich weiterentwickeln musste und beschloss über Dar'a nach Damaskus zu reisen, um sich in der dortigen Militärakademie einzuschreiben. Nachdem er sein Studium dort erfolgreich beendet hatte, schloss er im Jahre 1895 ein weiteres Studium an der Militärakademie in Istanbul an, worauf er sich als Offizier dem osmanischen Heer eingliederte.

## Politische Karriere
1919 wurde Ali Chulqi asch-Scharayiri zum Gouverneur des Sandschak von Karak ernannt und im August 1919 zusätzlich zum Zuständigen von Quneitra, woraufhin er schließlich während des Zerfalls des osmanischen Reiches die komplette Kontrolle über den Norden Jordaniens übernahm.
Ali Chulqi asch-Scharayiri wurde unter der ersten jordanischen Regierung 1921 zum Verteidigungsminister ernannt und unter der Regierung von Abu Hassan al Huda zwischen 1923 und 1924 zum Minister für Bildung.
| Personendaten    | Personendaten                |
| ---------------- | ---------------------------- |
| NAME             | Scharayiri, Ali Chulqi asch- |
| ALTERNATIVNAMEN  | علي خلقي الشرايري (arabisch) |
| KURZBESCHREIBUNG | jordanischer Politiker       |
| GEBURTSDATUM     | 1878                         |
| GEBURTSORT       | Irbid, Jordanien             |
| STERBEDATUM      | 25. Juni 1960                |